# Уркан (нижний приток Зеи)
Уркан (Правый Уркан) — река в Амурской области России, правый приток Зеи.
Длина реки — 304 км, площадь водосборного бассейна — 16 200 км². Образуется при слиянии Большого и Малого Уркана. Течёт по Амурско-Зейскому плато. Летом возможны значительные дождевые паводки. Питание преимущественно дождевое. Сила течения характеризуется средним расходом воды порядка 103 м³/с.

## Гидроним
Предположительно название реки произошло от эвенкийского уркан — «ягельник на сопках» либо урэкэн — «горка, холм, горный хребет».

## Данные водного реестра
По данным государственного водного реестра России относится к Амурскому бассейновому округу, речной бассейн реки Амур, речной подбассейн реки — Зея, водохозяйственный участок реки — Зея от истока до Зейского гидроузла.
Код объекта в государственном водном реестре — 20030400212118100030312.

### Основные притоки (км от устья)
| - 38 км: река Аблюкун (лв) - 59 км: река Арби (лв) - 78 км: река Тында (Большая Тында) (лв) - 193 км: река Чалая (пр) | - 245 км: река Керак (пр) - 247 км: река Ирмакит (лв) - 266 км: река Ракинда (лв) - 297 км: река Лагунай (лв) | - 304 км: река Малый Уркан (пр) - 304 км: река Большой Уркан (лв) |